# Mono (rivier)

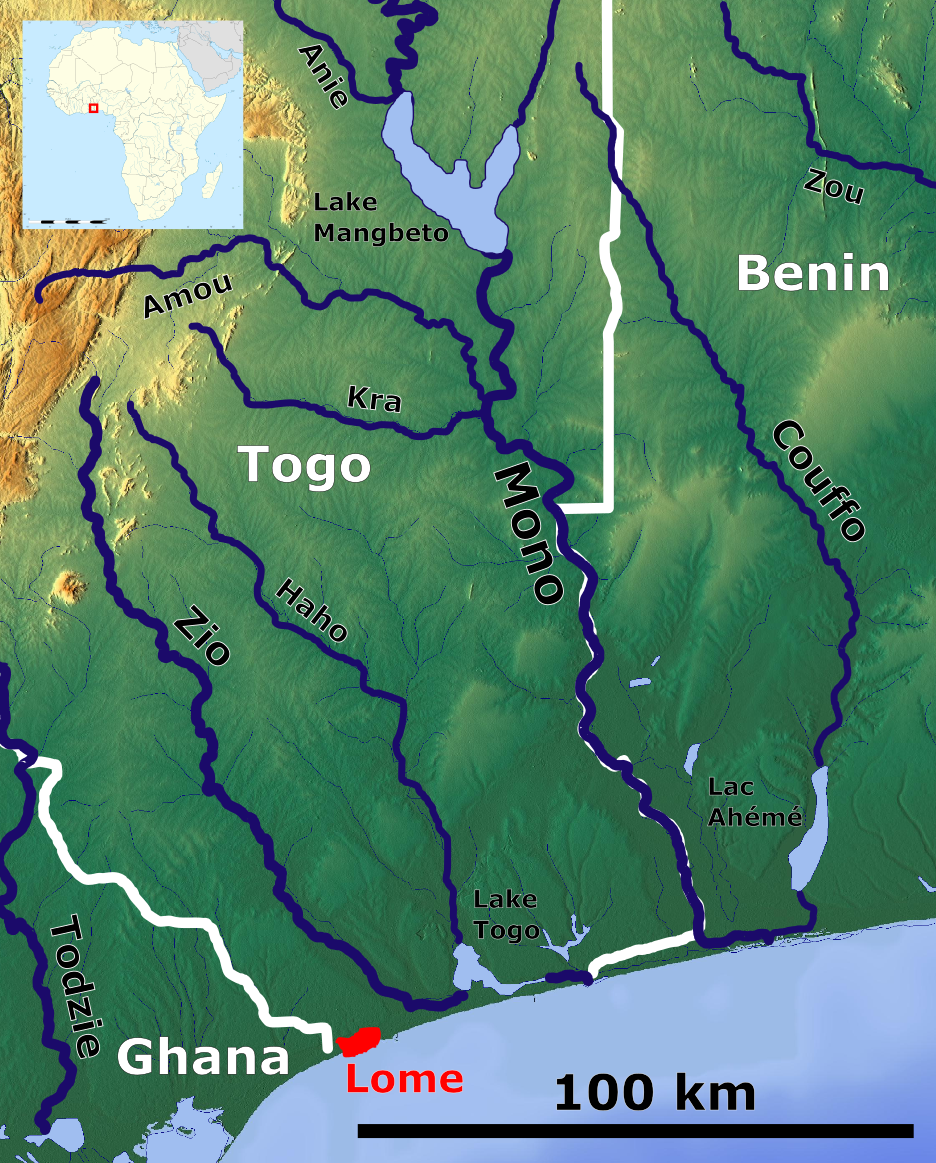
De benedenloop van de Mono

Mono is de grootste rivier in Oost-Togo, West-Afrika. De rivier is ongeveer 400 kilometer lang en het stroomgebied beslaat een oppervlakte van ongeveer 20.000 vierkante kilometer. De rivier loopt van de stad Sokodé naar de grens met Benin, wordt grensrivier en stroomt vervolgens naar het zuiden om uit te monden in de Baai van Benin door lagunes en meren, waaronder het Togomeer. Enkel het deel ter hoogte van de monding is goed toegankelijk en bevaarbaar. De gebieden langs de bovenloop en middenloop van de rivier worden gebruikt voor het verbouwen van maïs, yams en maniok.
De rivier is in samenwerking met Benin afgedamd op 160 km van de monding door de Nangbetodam, deze kwam in 1987 gereed. Deze dam zorgde ervoor dat het ecosysteem in de lagunes aan de monding veranderde. Dit komt omdat de natuurlijke seizoensgebonden schommelingen in de stroming van de rivier werden ingeperkt. 
Op 35 km van de monding zijn er een zestal stroomversnellingen. Daarna stroomt de rivier slechts langzaam, door een moerassig gebied met meren. Hier leven lamantijnen, krokodillen en nijlpaarden.
Een tweede damproject, de Adjaraladam, werd voorgesteld om te bouwen tussen Nangbeto en de monding in de jaren 1990, maar is tot nu toe nog niet gerealiseerd.
De gemiddelde waterafvoer, gemeten in de benedenloop bij Athiémé over de periode 1944-1992, bedraagt in augustus 169 m³/sec, in september 261 m³/sec en oktober 142 m³/sec. In de droge tijd, december t/m april, is de afvoer vrijwel nihil.